# Barleria reticulata
Barleria reticulata är en akantusväxtart som beskrevs av Henry Haselfoot Haines. Barleria reticulata ingår i släktet Barleria och familjen akantusväxter. Inga underarter finns listade i Catalogue of Life.